# Phyllanthus tulearicus
Phyllanthus tulearicus är en emblikaväxtart som beskrevs av Jacques Désiré Leandri. Phyllanthus tulearicus ingår i släktet Phyllanthus och familjen emblikaväxter. Inga underarter finns listade i Catalogue of Life.